# Категория запятой
Категория запятой — специальная теоретико-категорная конструкция, позволяющая изучать морфизмы не как соотнесения объектов категории друг с другом, а как самостоятельные объекты. Строится как особая категория для произвольной пары функторов в общую категорию, описана Ловером как обобщение категорий объектов и морфизмов. Название «категория запятой» появилось из-за первоначального обозначения Ловера; впоследствии стандартное обозначение изменилось из соображений удобства, но название для конструкции сохранилось.

## Общее определение
Категорию запятой {\displaystyle S\downarrow T} (обозначение Ловера — {\displaystyle (S,T)}) для функторов {\displaystyle S\colon {\mathcal {A}}\longrightarrow {\mathcal {C}}} и {\displaystyle T\colon {\mathcal {B}}\longrightarrow {\mathcal {C}}} можно построить следующим образом:
- объекты — все тройки вида {\displaystyle (\alpha ,\beta ,f)}, где {\displaystyle \alpha } — объект {\displaystyle {\mathcal {A}}}, {\displaystyle \beta } — объект {\displaystyle {\mathcal {B}}}, и {\displaystyle f\colon S(\alpha )\rightarrow T(\beta )} — морфизм в {\displaystyle {\mathcal {C}}},
- морфизмы из {\displaystyle (\alpha ,\beta ,f)} в {\displaystyle (\alpha ',\beta ',f')} — все пары {\displaystyle (g,h)}, где {\displaystyle g:\alpha \rightarrow \alpha '}, {\displaystyle h:\beta \rightarrow \beta '} — морфизмы в {\displaystyle {\mathcal {A}}} и {\displaystyle {\mathcal {B}}} соответственно, такие что следующая диаграмма коммутирует:

{\displaystyle {\begin{matrix}S(\alpha )&{\xrightarrow {S(g)}}&S(\alpha ')\\f{\Bigg \downarrow }&&{\Bigg \downarrow }f'\\T(\beta )&{\xrightarrow[{T(h)}]{}}&T(\beta ')\end{matrix}}}
Композиция морфизмов {\displaystyle (g,h)\circ (g',h')} берётся как {\displaystyle (g\circ g',h\circ h')}, если последнее выражение определено. Тождественный морфизм объекта {\displaystyle (\alpha ,\beta ,f)} — это {\displaystyle (\mathrm {id} _{\alpha },\mathrm {id} _{\beta })}.

## Категории объектов и морфизмов
Категория объектов над заданным объектом {\displaystyle A\in \mathrm {Ob} \,{\mathcal {C}}} — категория запятой {\displaystyle \mathrm {Id} _{\mathcal {C}}\downarrow 1_{A}}, где {\displaystyle \mathrm {Id} _{\mathcal {C}}\colon {\mathcal {C}}\longrightarrow {\mathcal {C}}} — тождественный функтор, а {\displaystyle 1_{A}\colon {\textbf {1}}\longrightarrow {\mathcal {C}}} — функтор из категории с одним объектом {\displaystyle *} и одним морфизмом, заданный как {\displaystyle 1(*)=A}. В этом случае используют обозначение {\displaystyle {\mathcal {C}}\downarrow A}. Объекты вида {\displaystyle (\alpha ,*,f)} — это просто пары {\displaystyle (\alpha ,f)}, где {\displaystyle f\colon \alpha \rightarrow A}. Иногда в этой ситуации {\displaystyle f} обозначают как {\displaystyle \pi _{\alpha }}. Морфизм из {\displaystyle (B,\pi _{B})} в {\displaystyle (B',\pi _{B'})} — это морфизм {\displaystyle g\colon B\rightarrow B'}, замыкающий следующую диаграмму до коммутативной:
Двойственный случай — категория объектов под {\displaystyle A} — {\displaystyle 1_{A}\downarrow \mathbf {Id} _{\mathcal {C}}}. В этом случае используют обозначение {\displaystyle A\downarrow {\mathcal {C}}}. Объекты — пары {\displaystyle (B,i_{B})}, где {\displaystyle i_{B}:A\rightarrow B}. Морфизм между {\displaystyle (B,i_{B})} и {\displaystyle (B',i_{B'})} — отображение {\displaystyle h:B\rightarrow B'}, замыкающее следующую диаграмму до коммутативной:
Ещё один частный случай — категория морфизмов — категория запятой {\displaystyle \mathrm {Id} _{\mathcal {C}}\downarrow \mathrm {Id} _{\mathcal {C}}}, её объекты — морфизмы {\displaystyle {\mathcal {C}}}, а морфизмы — коммутативные квадраты в {\displaystyle {\mathcal {C}}}.

## Примеры
Категория множеств с отмеченной точкой — это категория запятой {\displaystyle \bullet \downarrow \mathrm {Id} _{\mathbf {Set} }}, где {\displaystyle \bullet } — функтор, выбирающий некоторый синглетон и {\displaystyle \mathbf {Id} _{\mathbf {Set} }} — тождественный функтор для категории множеств. Сходным образом можно образовать категорию топологических пространств с отмеченной точкой {\displaystyle \bullet \downarrow \mathrm {Id} _{\mathbf {Top} }}.
Категория графов — это категория запятой {\displaystyle \mathrm {Id} _{\mathbf {Set} }\downarrow D}, где {\displaystyle D\colon \mathbf {Set} \longrightarrow \mathbf {Set} } — функтор, отправляющий {\displaystyle s} в {\displaystyle s\times s}. Объекты вида {\displaystyle (a,b,f)} состоят из двух множеств и функции; {\displaystyle a} — индексирующее множество для рёбер, {\displaystyle b} — множество вершин, тогда {\displaystyle f\colon a\rightarrow (b\times b)} выбирает пару элементов {\displaystyle b} для каждого {\displaystyle a}, то есть {\displaystyle f} выбирает определённое ребро из множества возможных рёбер {\displaystyle b\times b}. Морфизмы в этой категории — функции на индексирующем множестве и множестве вершин, такие что образы вершин, соответствовавших данному ребру, будут соответствовать его образу.

## Забывающие функторы
Для любой категории запятой определены два забывающих функтора из неё — функтор прообраза {\displaystyle S\downarrow T\to {\mathcal {A}}}, который отображает:
- объекты: {\displaystyle (\alpha ,\beta ,f)\mapsto \alpha },
- морфизмы: {\displaystyle (g,h)\mapsto g},

и функтор образа {\displaystyle S\downarrow T\to {\mathcal {B}}}, который отображает:
- объекты: {\displaystyle (\alpha ,\beta ,f)\mapsto \beta },
- морфизмы: {\displaystyle (g,h)\mapsto h}.

## Сопряжения
Функторы {\displaystyle F\colon {\mathcal {C}}\longrightarrow {\mathcal {D}}} и {\displaystyle G\colon {\mathcal {D}}\longrightarrow {\mathcal {C}}} сопряжены тогда и только тогда, когда категории запятой {\displaystyle F\downarrow \mathrm {Id} _{\mathcal {D}})} и {\displaystyle (\mathrm {Id} _{\mathcal {C}}\downarrow G)} изоморфны, причём эквивалентные элементы проектируются на один и тот же элемент {\displaystyle {\mathcal {C}}\times {\mathcal {D}}}. Это позволяет описать сопряжённые функторы, не используя множества, и это было главной причиной появления конструкции категорий запятой.

## Естественные преобразования
Если образы функторов {\displaystyle S} и {\displaystyle T} совпадают, то диаграмма, определяющая морфизм в {\displaystyle S\downarrow T} с {\displaystyle \alpha =\beta ,\alpha '=\beta ',g=h} совпадает с диаграммой, определяющей естественное преобразование {\displaystyle S\to T}. Различие между двумя определениями состоит в том, что естественное преобразование — это определённый класс морфизмов вида {\displaystyle S(\alpha )\to T(\alpha )}, тогда как объекты категории запятой — это все морфизмы такого вида. Функтор в категорию запятой может выбрать конкретное семейство морфизмов. И действительно, естественному преобразованию {\displaystyle \eta :S\to T}, где {\displaystyle S,T:{\mathcal {A}}\to {\mathcal {C}}} соответствует функтор {\displaystyle {\mathcal {A}}\to (S\downarrow T)} который отображает объект {\displaystyle \alpha } в {\displaystyle (\alpha ,\alpha ,\eta _{\alpha })} и морфизмы {\displaystyle g} в {\displaystyle (g,g)}. Это задаёт биекцию между естественными преобразованиями {\displaystyle S\to T} и функторами {\displaystyle {\mathcal {A}}\to (S\downarrow T)}, которые являются левыми обратными обоих забывающих функторов из {\displaystyle S\downarrow T}.